# Ligne de tramway 479
La ligne 479 d'après son numéro de tableau horaire est une ancienne ligne de tramway du Groupe de Tongres de la Société nationale des chemins de fer vicinaux (SNCV) qui a fonctionné entre le 15 mai 1897 et le 24 décembre 1954.

## Histoire
La ligne est mise en service le 15 mai 1897 entre Tongres et Lanaken (nouvelle section, capital 68), l'exploitation est assurée par les Railways économiques de Liège-Seraing et extensions (RELSE). Un peu moins d'un an plus tard, le 7 janvier 1898 elle est prolongée au dépôt de Lanaken (Tournebride) où elle fait la jonction avec la ligne 485 mise en service le même jour (nouvelle section, capital 68).
Le 1er mai 1909, une antenne est mise en service entre Vroenhoven Station et la porte de Tongres à Maastricht où elle fait la jonction avec les lignes 484 et 485.
La même année à Maastricht, une nouvelle section partant de la porte de Tongres et suivant les remparts au sud permet aux trois lignes vicinales desservant la ville (479, 484 et 485) d'atteindre le Vissersmaas en bord de Meuse. Son existence est cependant brève et elle est supprimée en 1916, le terminus des trams est alors ramené à la porte de Tongres. Enfin en 1924, l'évitement servant de terminus à la porte de Tongres est supprimé tandis qu'un aiguillage est posé entre la route de Tongres et l'avenue Élisabeth Strouven, le terminus des trois lignes est probablement dès cette date déplacé à la porte de Bruxelles (place Reine Élisabeth),.
En 1919, la SNCV reprend l'exploitation en mains propres.

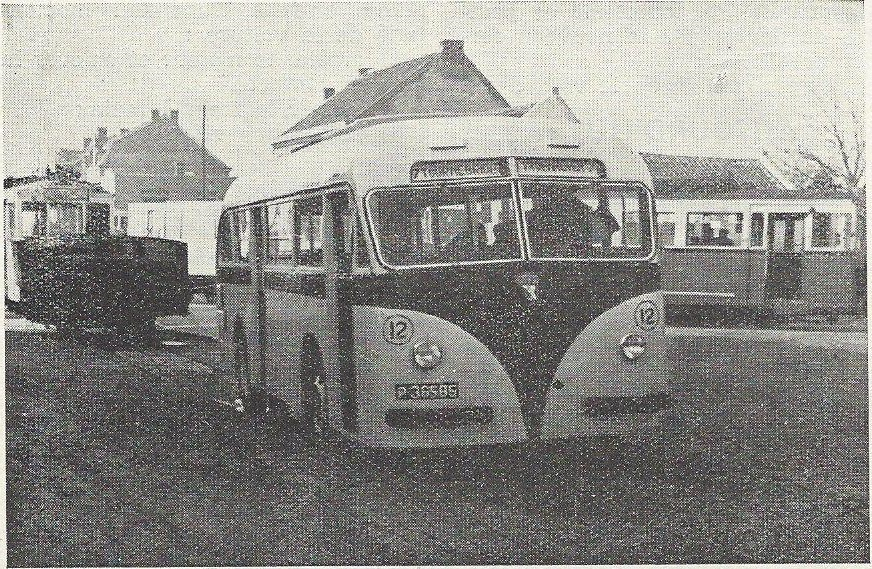
Autobus Ford de la GABM sur la ligne 7 au terminus de Vroenhoven Station au début de l'année 1950.

La Seconde Guerre mondiale amène la fermeture à tout trafic en 1940 de la section Vroenhoven - Maastricht, elle est brièvement réouverte pour le fret entre mars 1943 et le 17 juillet 1943 après quoi elle est définitivement fermée à tout trafic. Il faut attendre le début de l'année 1950 pour que le service voyageurs soit remplacé, la SNCV ayant obtenu l'autorisation de prolonger sa ligne d'autobus 891 de Smeermaas à Maastricht, les services communaux d'autobus de Maastricht (GABM) obtiennent en contrepartie l'autorisation de desservir Lanaken et Vroenhoven Station et exploitent alors la ligne 7 Vroenhoven Station - Smeermaas - Lanaken Tournebride remplaçant la ligne 479 entre Maastricht et Vroenhoven Station et la ligne 485 entre Maastricht et Lanaken Tournebride (cette dernière ayant également été limitée à la frontière lors de la guerre),.

## Exploitation

### Horaires
Tableaux :
- 479 en 1931[3].
- 623 en 1950[5].